# Chiesa greco-cattolica rutena
La Chiesa greco-cattolica rutena è una Chiesa sui iuris nell'ambito della Chiesa cattolica  che adotta il rito bizantino. Le sue radici si trovano tra i Ruteni che vivevano nella regione chiamata Rutenia subcarpatica (o Transcarpazia), sul versante danubiano dei Carpazi. Questa regione si trova oggi nella parte occidentale dell'Ucraina ai confini con Ungheria e Slovacchia.

## Storia
I cattolici ruteni discendono da coloro che furono evangelizzati dai santi Cirillo e Metodio, che introdussero il rito bizantino nella loro missione agli Slavi nel IX secolo.
Gli abitanti della regione erano stati costretti dall'invasione dei Magiari del X secolo a rifugiarsi sulle montagne. Con l'Unione di Užhorod del 1646, la Chiesa rutena si riunì al resto della Chiesa cattolica, mantenendo tuttavia il proprio rito bizantino e le proprie tradizioni liturgiche e riservando l'elezione dei suoi vescovi a un consiglio di monaci basiliani e sacerdoti secolari.

Con l'erezione dell'eparchia di Mukačevo, il 19 settembre 1771, i fedeli ruteni furono sottratti alla giurisdizione del vescovo di Eger. Il diritto di nomina fu concesso all'imperatore in qualità di re di Ungheria, mentre la Santa Sede ritenne il diritto di confermare i vescovi nominati.
La regione fu, parzialmente, incorporata nella Cecoslovacchia dopo la Prima guerra mondiale. L'annessione all'Unione Sovietica dopo la Seconda guerra mondiale portò alla persecuzione della Chiesa cattolica rutena. Tuttavia, dalla caduta del comunismo la Chiesa rutena ha visto una rinascita nei numeri di fedeli e presbiteri.

## Rapporti con la Chiesa greco-cattolica slovacca
A partire dall'Unione di Užhorod del 1646 fu unanimemente accettata sul territorio che include l'odierna Slovacchia orientale, la storia della Chiesa greco-cattolica slovacca si è intrecciata con quella della Chiesa greco-cattolica rutena per secoli.
Al termine della Prima guerra mondiale, la maggior parte dei ruteni e slovacchi di rito bizantino si trovavano entro il territorio cecoslovacco, che comprendeva due diocesi, Prešov e Mukačevo. Fra le guerre mondiali, ebbe luogo fra questi cattolici di rito bizantino una significativa migrazione verso la Chiesa ortodossa cecoslovacca. Eretta il 22 settembre 1818, l'eparchia di Prešov fu sottratta nel 1937 dalla giurisdizione del primate d'Ungheria e resa immediatamente soggetta alla Santa Sede.
Dopo la Seconda guerra mondiale, l'eparchia di Mukačevo nella Rutenia subcarpatica fu annessa dall'Unione Sovietica, di conseguenza l'eparchia di Prešov ebbe giurisdizione su tutti i greco-cattolici rimasti in Cecoslovacchia.
La Chiesa greco-cattolica rutena e la Chiesa greco-cattolica slovacca condividono lo stesso rito e la stessa appartenenza etnica e si differenziano solo per motivi storici e linguistici (i ruteni di Slovacchia sono in buona parte assimilati agli slovacchi e la liturgia è celebrata prevalentemente in slovacco, anziché in slavo ecclesiastico).

## Rapporti con i cattolici di rito latino negli Stati Uniti
Nel XIX e XX secolo molti cattolici di rito bizantino emigrarono negli Stati Uniti d'America, soprattutto nelle città minerarie. La predominante gerarchia latina non sempre li accolse con favore, soprattutto per quella che appariva come una novità negli Stati Uniti: preti cattolici sposati. Su loro richiesta, la Sacra Congregazione Propaganda Fide estese il 1º maggio 1897 agli Stati Uniti delle regole già esposte in una lettera del 2 maggio 1890 all'arcivescovo di Parigi: queste norme permettevano l'emigrazione negli Stati Uniti solo ai sacerdoti celibi o vedovi che non portassero al seguito i propri figli. Questa norma fu ribadita con specifico riferimento ai cattolici di rito ruteno dal decreto Cum data fuerit del 1º marzo 1929, che fu rinnovato per altri dieci anni nel 1939. L'insoddisfazione da parte di molti cattolici ruteni negli Stati Uniti diede origine alla diocesi ortodossa americana carpato-russa.
I rapporti con i cattolici di rito latino sono migliorati, specialmente dopo il Concilio Vaticano II, nel quale la Chiesa rutena ebbe un ruolo rilevante sulle decisioni al riguardo della lingua liturgica. (A differenza dell'originario costume del rito latino, la Chiesa rutena ha sempre celebrato la Divina Liturgia in antico slavo ecclesiastico).

## La persecuzione sovietica
Dopo la Seconda guerra mondiale, l'eparchia di Mukačevo nella Rutenia subcarpatica fu annessa dall'Unione Sovietica, che perseguitò la Chiesa cattolica di rito bizantino e ne espropriò le chiese, a favore della Chiesa ortodossa, ritenuta più docile verso il regime.
Il 1º novembre 1947 l'eparca Teodor Romža fu assassinato dall'NKVD. Venerato come martire, è stato beatificato da papa Giovanni Paolo II il 27 giugno 2001.
Il 28 agosto 1949 la Chiesa greco-cattolica rutena fu ufficialmente soppressa dalle autorità sovietiche; da allora continuò la propria esistenza clandestinamente.

## La Chiesa rutena oggi
La Chiesa rutena oggi consiste delle seguenti circoscrizioni ecclesiastiche:
- Arcieparchia di Pittsburgh, che ha come suffraganei:
  - Eparchia di Parma (Ohio, Stati Uniti);
  - Eparchia di Passaic (New Jersey, Stati Uniti);
  - Eparchia della Santa Protezione di Maria di Phoenix (Arizona, Stati Uniti);
  - Esarcato apostolico dei Santi Cirillo e Metodio di Toronto (Canada);
- Eparchia di Mukačevo, immediatamente soggetta alla Santa Sede (Ucraina);
- Esarcato apostolico della Repubblica Ceca, immediatamente soggetto alla Santa Sede.

Un problema che impedisce l'organizzazione della Chiesa greco-cattolica rutena sotto un unico sinodo è il desiderio di alcuni preti e fedeli dell'eparchia di Mukačevo di far parte della Chiesa greco-cattolica ucraina.
Le parrocchie rutene sottolineano l'importanza del Papa e del magistero della Chiesa cattolica. Il Concilio Vaticano II ha spinto questa Chiesa a rimuovere parte della "latinizzazione" per fare ritorno alla sua originale identità orientale. Nel giugno del 1999 il Consiglio presbiterale dell'arcieparchia di Pittsburgh ha promulgato il codice canonico proprio. Nel gennaio 2007 il Consiglio presbiterale ha promulgato una versione delle Divine Liturgie di San Giovanni Crisostomo e di San Basilio Magno ampiamente rivista per rimuovere latinizzazioni posteriori.

## Consiglio della Chiesa
Elenco dei Presidenti del Consiglio della Chiesa rutena:
- Arcivescovo Judson Michael Procyk (1995 - 24 aprile 2001)
- Arcivescovo Basil Myron Schott (2002 - 10 giugno 2010)
- Arcivescovo William Charles Skurla,  dal 19 gennaio 2012